# Сальморехо

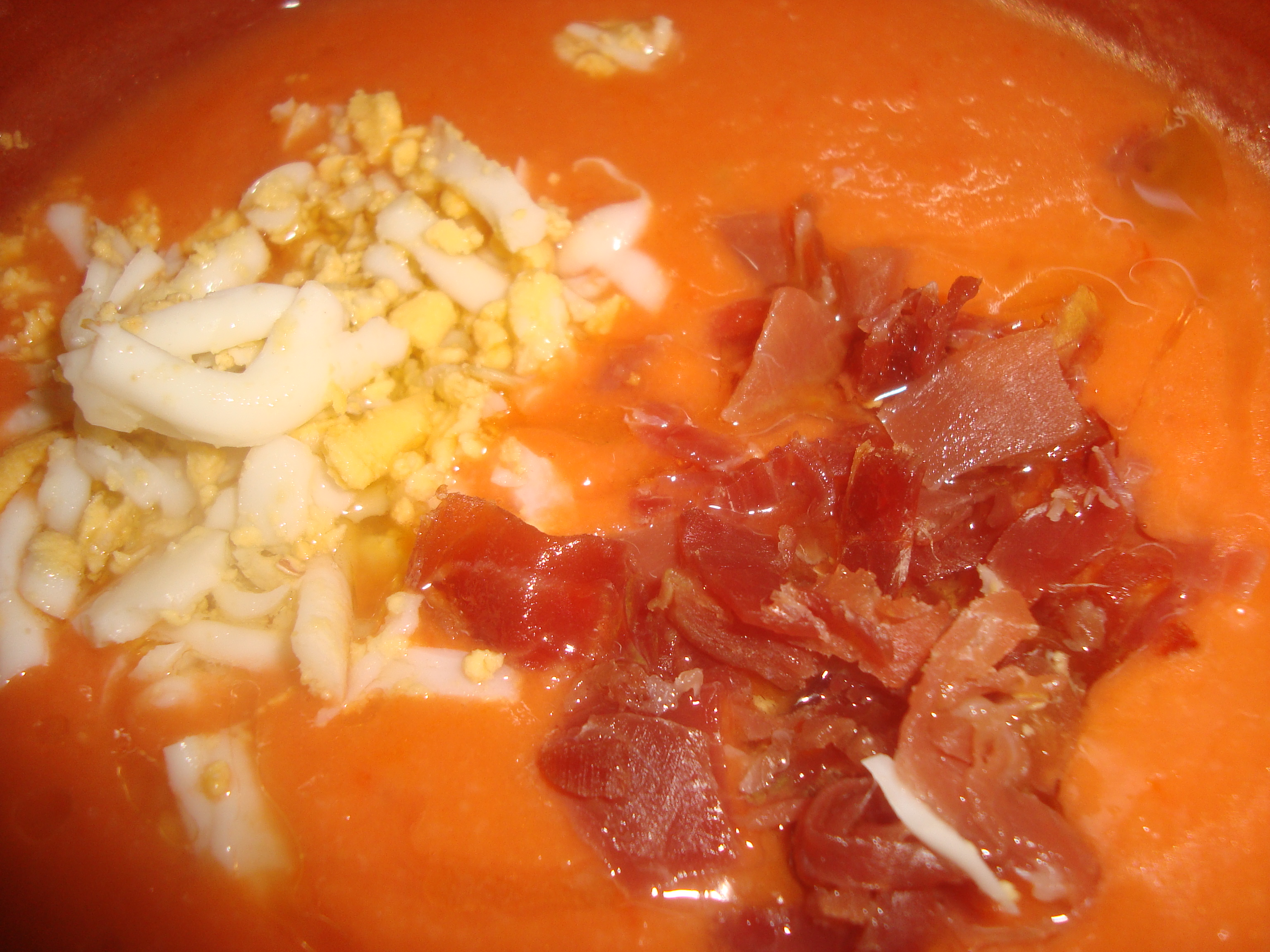
Сальморе́хо.

Сальморе́хо (ісп. salmorejo) — холодний суп-пюре з томатів та хліба, родом з андалуської Кордови. Сальморехо роблять з томатів, хліба, олії, часнику та оцту. Томати зазвичай очищають від шкірки і протирають разом з іншими інгредієнтами. Суп подається холодним з нарізаним «гірським хамоном» і вареними яйцями.
На вигляд сальморехо має рожево-оранжевий колір, подібно до гаспачо, але значно густіший завдяки додаванню хліба. Консистенція сальморехо дозволяє використовувати його в якості соусу для мочання. В Андалусії він відомий також під кількома іншими назвами, наприклад, ісп. ardoria. Сальморехо, сервірований в скляних келихах, часто подається як тапас.
Назва «сальморехо» також носить гострий соус або маринад, типовий для кухні Канарських островів. Він використовується для ароматизації м'яса перед приготуванням, особливо м'яса кроликів (ісп. conejo en salmorejo), що є фірмовою стравою островів. Типовий маринад включає в себе сіль, часник, паприку і пекучий перець.